# Пепу Ернандес
Хосе Вісенте (Пепу) Ернандес Фернандес (ісп. José Vicente Hernández Fernández, Pepu Hernández нар. 11 лютого 1958, Мадрид) — іспанський баскетбольний тренер і політик. Чемпіон світу (2006) та віцечемпіон Європи (2007) зі збірною Іспанії, володар Кубка Іспанії, фіналіст Кубка Корача та віцечемпіон Іспанії з клубом «Естудіантес». Тренер року в Іспанії (2004). Кандидат у мери Мадрида від Іспанської соціалістичної робочої партії (2019).

## Біографія
Навчався у середній школі імені Раміро де Маесту. Деякий час виступав за її баскетбольну збірну, але у 15 років обрав роль тренера у командах з мінібаскетболу у клубі «Естудіантес». Після школи вступив до університету на факультет інформатики, але навчання не закінчив, повернувшись у спорт.
У 1988—1990 роках тренував молодіжні команди «Естудіантеса» і у 1989 році привів своїх підопічних до звання чемпіонів Іспанії серед юнаків. З 1990 до 1994 року був помічником головного тренера цього клубу, а у грудні 1994 року змінив Мігеля Анхеля Мартіна на посаді головного тренера. Очолював «Естудіантес» до 2005 року. Зарекомендував себе у цій ролі як жорсткий та рішучий керівник.
Як головний тренер «Естудіантесу» у сезоні 1998/99 став фіналістом Кубка Корача, у 2000 році завоював Кубок Іспанії, а у сезоні 2003/4 дійшов до фіналу чемпіонату Іспанії. У 2002 році розглядався як кандидат на посаду головного тренера збірної Іспанії після звільнення з цієї посади Хав'єра Імброди. За підсумками сезону 2003/4 став лавреатом призу імені Антоніо Діаса Мігеля від Іспанської асоціації баскетбольних тренерів найкращому тренеру року. У голосуванні переміг з рекордним з 1975 року відривом, отримавши 368 голосів проти 32 у другого місця (Педро Мартінес, «Ауна Гран-Канарія») і 19 у третього (Рікард Касас, «Ріко Манреса»).
Після завершення сезону 2004/5 Ернандес оголосив, що бере річну відпустку. Однак на початку 2006 року, після відставки головного тренера збірної Іспанії Маріо Пескери, колишній наставник «Естудіантеса» був призначений на цю посаду. Того ж року на чемпіонаті світу він привів національну команду Іспанії до перших у її історії золотих медалей на цьому рівні. Команді Ернандеса вдалося досягти цього попри травму, отриману у півфіналі лідером збірної Пау Газолем. Для головного тренера тріумф команди затьмарила особиста трагедія: напередодні фінального матчу зі збірною Греції надійшло повідомлення про смерть батька. Ернандес повідомив про це гравцям лише після того, як закінчився фінал.
Наступного року іспанська збірна під керівництвом Ернандеса здобула срібні медалі чемпіонату Європи. Проте конфлікт із керівником Федерації баскетболу Іспанії Хосе Луїсом Саесом призвів до звільнення тренера у 2008 році. За словами Саеса, тренер збірної використав контакти федерації у власних фінансових цілях. Ернандес, зі свого боку, заявляв, що відставка була наслідком образ, які йому довелося вислуховувати від керівництва федерації. У 2010 році він повернувся до вищої ліги іспанської першості як тренер «Ховентута», але з цією командою провів лише один сезон, не досягнувши значних успіхів. У серпні 2011 року Ернандес знову обійняв посаду головного тренера «Естудіантеса», але він залишив команду ще до кінця сезону, маючи баланс перемог та поразок 6-16 і перебуваючи на передостанньому місці у лізі.
Після 2012 року Ернандес більше не тренував професійні клуби. У 2019 році він спробував взяти участь у місцевій політиці, коли прем'єр-міністр Іспанії Педро Санчес, ще один випускник школи імені Раміро де Маесту, висунув його кандидатом у мери Мадрида від Іспанської соціалістичної робочої партії (PSOE). За підсумками виборів, однак, Ернандес не тільки не став мером, а й зазнав з PSOE найважчої в історії партії поразки: соціалісти отримали менш як 14 % голосів і лише 8 місць у муніципалітеті, ставши у ньому четвертим за представництвом списком. У вересні 2021 року Ернандес пішов у відставку з посади спікера PSOE у мерії Мадрида й оголосив, що залишає муніципальну політику.
Пепу Ернандес одружений з Белен Себріан, у шлюбі з якою у нього народилися три дочки — старша Сесилія і близнюки Клаудія та Кандела.